# Alain Richard

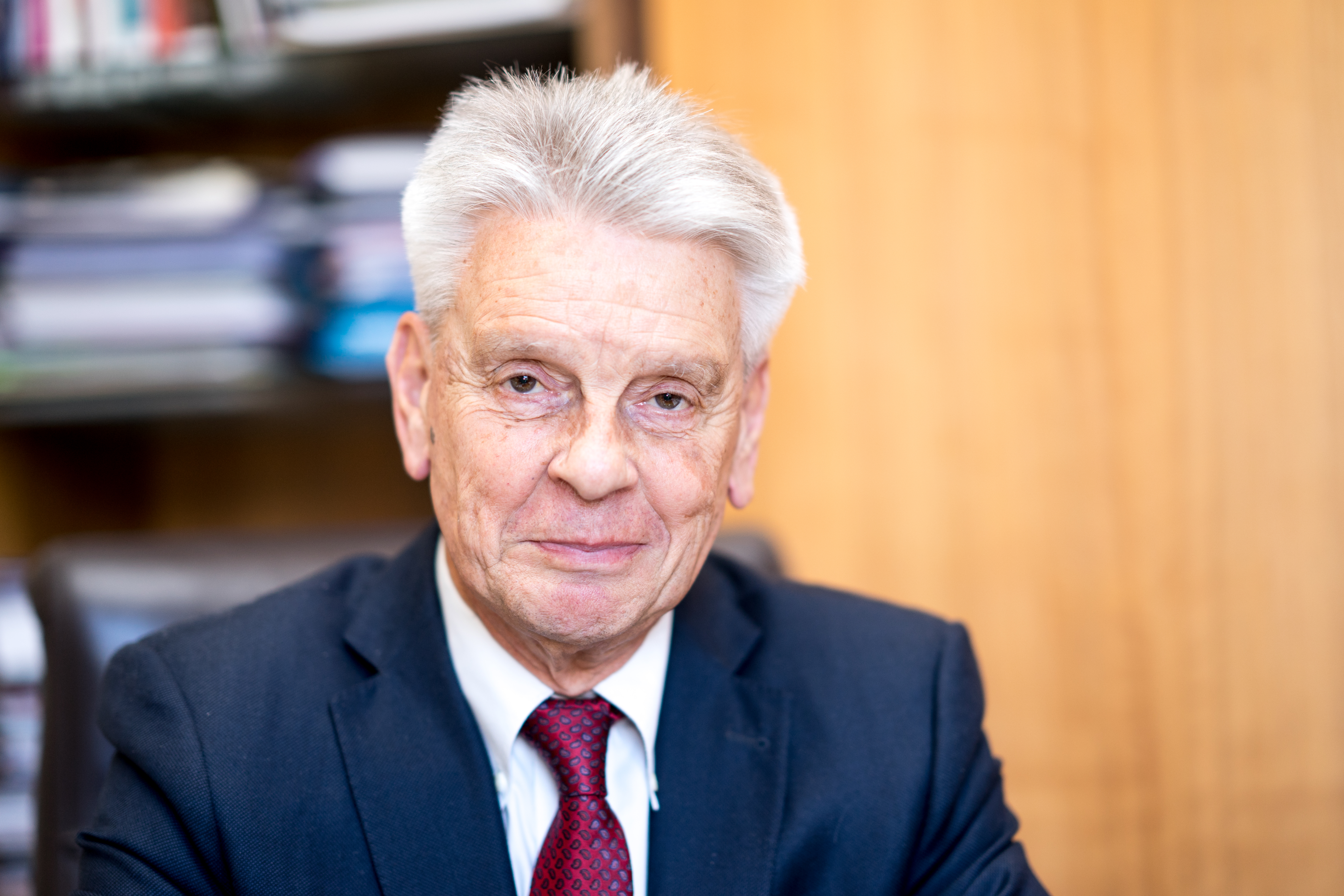
Alain Richard, 2018

Alain Richard (* 29. August 1945 in Paris) ist ein französischer Politiker. Er war französischer Verteidigungsminister im Kabinett Jospin, das vom 2. Juni 1997 bis zum 6. Mai 2002 amtierte. 

## Leben
Alain Richard ist Absolvent der École nationale d’administration, die er von 1969 bis 1971 besuchte.

### Politisches Wirken
1975 trat er der Parti socialiste (PS) bei, und war ab 1977 Bürgermeister von Saint-Ouen-l’Aumône im Département Val-d’Oise, einer Gemeinde mit etwa 23.000 Einwohnern. Von 1978 bis 1993 war er direkt gewählter Abgeordneter für das Département Val-d’Oise in der französischen Nationalversammlung. 
Lionel Jospin (PS) bildete nach der Parlamentswahl 1997 eine Cohabitation-Regierung und stützte sich dabei auf die Gauche plurielle. Jospin machte Richard zum Verteidigungsminister in seinem Kabinett. 
Das Kabinett Jospin trat am 6. Mai 2002 geschlossen zurück, nachdem Jospin am 21. April 2022 im ersten Wahlgang der Präsidentschaftswahl 2002 nur Dritter geworden war, deshalb nicht in die Stichwahl kam und seinen Rückzug aus der Politik angekündigt hatte. 
Richard begann 2003 für die von Dominique Strauss-Kahn und Michel Rocard gegründete Stiftung „À gauche, en Europe“ zu arbeiten. 
Er ist Mitglied im European Leadership Network.